# Cinoğlu, Sivaslı
Cinoğlu là một xã thuộc huyện Sivaslı, tỉnh Uşak, Thổ Nhĩ Kỳ. Dân số thời điểm năm 2010 là 572 người.